# ده منصور (غرمسار كرمان)
ده منصور (بالفارسية: ده منصور) هي قرية تقع في إيران في قسم غرمسار الریفي. يقدر عدد سكانها بـ 21 نسمة بحسب إحصاء 2016.